# Osttimoresisch-russische Beziehungen
Die Osttimoresisch-russischen Beziehungen beschreiben das zwischenstaatliche Verhältnis von Osttimor und Russland.

## Geschichte
Im 19. Jahrhundert gab es Gerüchte, dass Russland und Deutschland eine Kohlestation in Portugiesisch-Timor einrichten wollten.
Am 7. Dezember 1995 besetzten osttimoresische Unabhängigkeitsaktivisten friedlich die russische Botschaft im indonesischen Jakarta.
Bei der Unabhängigkeitszeremonie von Osttimor am 20. Mai 2002 war auch ein Vertreter Russlands anwesend. Noch am selben Tag erfolgten die offizielle Anerkennung und die Aufnahme diplomatischer Beziehungen. Russland beteiligte sich an verschiedenen Hilfsprogrammen der Vereinten Nationen für Osttimor.
Nach dem Russischen Überfall auf die Ukraine 2022 erklärte sich Osttimor als besorgt und forderte die am Konflikt beteiligten Parteien auf, einen sofortigen Waffenstillstand zu schließen und eine diplomatische Lösung zu suchen. Die Unabhängigkeit der Ukraine müsse respektiert werden. Bei der elften Dringlichkeitssitzung der Generalversammlung der Vereinten Nationen am 2. März 2022 stimmte Osttimor für eine Verurteilung Russlands für den Angriff auf die Ukraine und die Forderung eines sofortigen Abzugs der russischen Truppen aus der Ukraine. Auch die Suspendierung von Russlands Mitgliedschaft im UN-Menschenrechtsrat unterstützte Osttimor.

## Diplomatie
Russland hat keine diplomatische Vertretung in Osttimor. Zuständig ist die russische Botschaft in Jakarta.
Osttimor hat keine diplomatische Vertretung in Russland.

## Wirtschaft
Für 2018 gibt das Statistische Amt Osttimors keine Handelsbeziehungen zwischen Osttimor und Russland an.